# Big Bang (nhóm nhạc)
Big Bang (cách điệu là BIGBANG, tiếng Hàn : 빅뱅, Romaja : bikbaeng), là một nhóm nhạc nam Hàn Quốc được thành lập bởi YG Entertainment, chính thức ra mắt năm 2006. Nhóm gồm 5 thành viên G-Dragon, T.O.P, Taeyang, Daesung và Seungri. Tuy nhiên, vào ngày 11 tháng 3 năm 2019, Seungri rời khỏi ngành giải trí do scandal Burning Sun; ngày 7 tháng 2 năm 2022, T.O.P rời khỏi công ty chủ quản YG; ngày 31 tháng 5 năm 2023, T.O.P đã thông báo trên trang Instagram rằng anh sẽ rời khỏi nhóm nhạc Big Bang sau 17 năm gắn bó để tập trung vào sự nghiệp solo.
Big Bang được biết đến lần đầu tiên qua những tập phim tài liệu ghi lại quá trình hình thành nhóm được chiếu trên TV với tựa đề The Big Bang Documentary từ tháng 7 đến tháng 8 năm 2006. Những tập phim này cũng được phát lại trên GomTV và MTV Hàn Quốc. Thời điểm này nhóm có 6 thành viên, sau đó thành viên SO-1 (Jang Hyun Seung) đã phải rời khỏi nhóm trong lúc các tập tài liệu đang phát sóng trước khi nhóm chính thức ra mắt. Đội hình ra mắt gồm 5 thành viên bao gồm G-Dragon, T.O.P, Taeyang, Daesung và Seungri.
Dưới sự dẫn dắt của YG Entertainment, Big Bang liên tiếp phát hành những chuỗi đĩa đơn và EP nhưng chỉ đạt được những thành công khiêm tốn. Nhóm chỉ thực sự đột phá với EP Always được phát hành vào năm 2007, cùng với đĩa đơn số một của họ là "Lies" (Tiếng Triều Tiên: 거짓말; Romaja quốc ngữ: Geojitmal). Những EP tiếp theo Hot Issue và Stand Up tiếp tục khẳng định vị trí của họ trong số những nhóm nhạc hip-hop hàng đầu tại Hàn Quốc. Sau khi nhận giải "Nghệ sĩ của năm" của chương trình Mnet KM Music Festival và giải thưởng "Seoul Gayo Daesang", nhóm mở rộng hoạt động sang thị trường Nhật Bản bằng việc phát hành một số mini album và đĩa đơn được phát sóng trên các kênh truyền thông. Tuy nhiên, những sản phẩm này không có được bất kỳ sự quảng bá nào cho đến khi đĩa đơn chính thức đầu tiên tại Nhật Bản của họ là My Heaven phát hành vào năm kế tiếp. Họ sau đó tiếp tục ra mắt tại Nhật 2 album gồm: Big Bang (2009), Big Bang 2 (2011). Trong thời gian quảng bá tại Nhật Bản, các thành viên bắt đầu thực hiện các dự án solo như các album và EP của Taeyang và G-Dragon, G-Dragon và T.O.P hợp tác với tên GD & TOP.
Sau hai năm vắng bóng tại Hàn Quốc, Big Bang trở lại vào năm 2011 với album Tonight. Tuy nhiên các hoạt động quảng bá bất ngờ bị gián đoạn bởi những rắc rối liên quan đến pháp luật của các thành viên. Tháng 11 năm 2011 tại Belfast, Bắc Ireland, Big Bang đại diện cho khu vực châu Á Thái Bình Dương tham dự giải thưởng âm nhạc MTV Europe Music Awards 2011 và giành chiến thắng ở hạng mục Best Worldwide Act nhờ 58 triệu lượt phiếu bầu của người hâm mộ. Ba tháng sau chiến thắng tại châu Âu, Big Bang ra mắt album thành công nhất của mình, Alive, album tiếng Hàn đầu tiên được xếp hạng trên Billboard 200, trước khi bắt đầu chuyến lưu diễn vòng quanh thế giới đầu tiên. Vào năm 2015, Big Bang ra mắt bốn album đĩa đơn, "M," "A," "D," và "E,", mở đường cho album Made. Các bài hát trong các đĩa đơn giúp ban nhạc mang về nhiều thành công về thương mại và giành giải Nghệ sĩ của năm tại MAMA 2015.

## Lịch sử

### 2005-2006: Thành lập
Trước khi Big Bang chính thức ra mắt, mỗi thành viên đều đã có những thành công và sự nổi tiếng nhất định trong ngành công nghệ giải trí. Nhóm trưởng G-Dragon và giọng hát chính Taeyang được đào tạo tại YG Entertainment từ khi cả hai chỉ mới 12 tuổi với nghệ danh là GD và YB. Thành viên T.O.P được biết nhiều qua nghệ danh "T.E.M.P.O" với tư cách là một rapper tiếng tăm trong giới ngầm (underground). Một trong những bài hát nổi tiếng nhất của anh là "Buckwild" hợp tác với NBK Gray. Sau khi G-Dragon được YG Entertainment nhắm đến để trở thành thành viên của một nhóm nhạc nam, G-Dragon liên lạc với T.O.P và đưa anh tới thử giọng. Seungri xuất hiện lần đầu trong series truyền hình thực tế Let's Cokeplay: Mnet Battle Shinhwa, trong đó nhóm nhạc thần tượng Shinhwa tìm kiếm thành viên cho "Shinhwa thế hệ thứ hai." Đội hình ban đầu của Big Bang gồm 6 thành viên: những người vừa đề cập ở trên cùng Daesung và So-1. Việc hình thành nhóm được phát trên TV dưới dạng phim tài liệu. Trước khi nhóm chính thức ra mắt, So-1 bị loại khỏi đội hình.
Big Bang chính thức ra mắt trong chương trình hòa nhạc kỉ niệm 10 năm YG Family, diễn ra tại sân vận động tại Seoul Olympic Park vào ngày 19 tháng 8 năm 2006. Vào ngày 23 tháng 9 năm 2006, nhóm lần đầu xuất hiện trên sóng truyền hình. Trước khi phát hành album đầu tay, Big Bang đã thực hiện một chiến lược rất đặc biệt, phát hành 3 đĩa đơn trong thời gian vài tháng. Đĩa đơn đầu tiên mang tên BIGBANG bao gồm các ca khúc "We Belong Together", hợp tác với nữ ca sĩ của YG Park Bom; "A Fool's Only Tears" (Tiếng Triều Tiên: 눈물뿐인 바보; phiên âm: Nunmulppunin Babo); "This Love", ca khúc được G-Dragon viết và hát lại từ bản gốc của nhóm nhạc Hoa Kỳ Maroon 5. Đĩa đơn vừa ra mắt đã bán được 17.000 bản trong tháng 8 và sau đó hơn 40.000 bản tiếp tục được tiêu thụ nhanh chóng. Đĩa đơn thứ hai Bigbang is V.I.P được phát hành sau đó 1 tháng đạt được doanh số 32.000 bản. Đĩa đơn thứ ba và là đĩa đơn cuối cùng Big Bang 03 tiếp nối sự thành công của hai đĩa đơn trước với doanh số là 40.000 bản Cuối tháng 12 năm 2006, Big Bang tổ chức buổi hòa nhạc đầu tiên mang tên The Real. Tháng tiếp theo, album đầu tay Since 2007, tổng hợp những ca khúc trong những single trước đó được phát hành; cuối tháng 2 năm 2007, album đạt được doanh số 48.000 bản

### 2007-2008: Đột phá và khởi đầu tại Nhật Bản

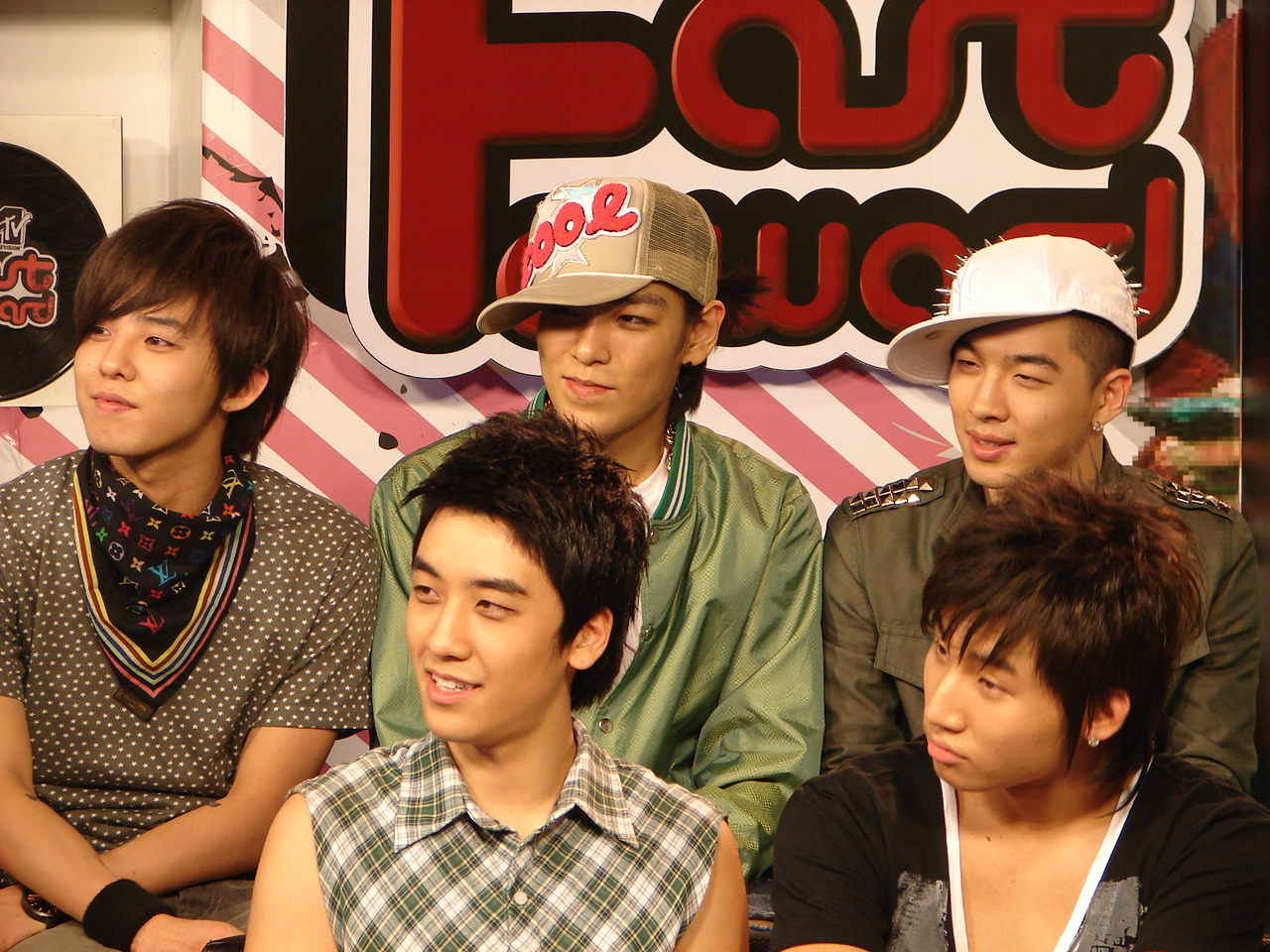
Big Bang tại Thái Lan năm 2007

Ngày 8 tháng 2 năm 2007, Big Bang phát hành album trích từ buổi hòa nhạc The First / Real Live Concert, bán được 30.000 bản tính đến thời điểm cuối năm 2007. Từ tháng 5 đến tháng 7 năm 2007, nhóm tổ chức tour diễn vòng quanh Hàn Quốc với tên Want You, đi qua 5 thành phố: Incheon, Daegu, Changwon, Jeonju và Busan.
Tháng 8, nhóm tổ chức một buổi họp fan để quảng bá cho những hoạt động tiếp theo, và một trong số đó là phát hành mini album đầu tiên Always. G-Dragon đã tham gia sáng tác và sản xuất các ca khúc cho Big Bang từ những ngày đầu debut, album này cũng không ngoại lệ. Mini album sau khi phát hành đã nhận được phản hồi tích cực từ fan và giới phê bình, đặc biệt cho ca khúc "Lies". "Lies" (Tiếng Triều Tiên: 거짓말; Phiên âm: Geojitmal) trở thành ca khúc hit đột phá đầu tiên của nhóm, vươn đến vị trí số 1 của các bảng xếp hạng Hit Songs của đài SBS, tiếp đến là Music Core của đài MBC, Music Bank của đài KBS và M Countdown của kênh Mnet bên cạnh nhiều bảng xếp hạng online và offline trong 8 tuần liên tiếp.
Mini album cũng thu về cho Big Bang rất nhiều giải thưởng vào cuối năm 2007, bao gồm "Nhóm nhạc nam hay nhất" và "Ca khúc của năm" của giải thưởng MNET KM Music Festival 2007. Cũng trong năm 2008, Big Bang đoạt luôn giải thưởng "Daesang" danh tiếng trong lễ trao giải Seoul Music lần thứ 17. Cú hít "Lies" đã đưa Big Bang lên một trong những nhóm nhạc số 1 Hàn Quốc.
Mini album thứ hai Hot Issue được phát hành vài tháng sau mang lại cho nhóm một hit lớn khác là "Last Farewell" ("마지막 인사"; Phiên âm: Majimak Insa). Ca khúc phản ánh được sức thành công của "Lies", đứng đầu trên các bảng xếp hạng, và thắng giải "Ca khúc của tháng" trong giải thưởng "Digital Music Award" của đài Cyworld, qua mặt các đối thủ rất mạnh như Wonder Girls và F.T. Island. Ca khúc cũng đứng đầu bảng xếp hạng của Juke-On trong 8 tuần liên tiếp. Sau đó nhóm tiếp tục tổ chức buổi hòa nhạc thứ hai từ 28 đến 30 tháng 12 năm 2007 mang tên Big Bang Is Great. Vé của chương trình này được bán sạch chỉ sau 10 phút, bất kể sự hạn chế trong khâu quảng bá do các thành viên của nhóm phải nhập viện vì bệnh và chấn thương trong biểu diễn và vì kiệt sức. Sau đó, đại diện của YG Entertainment thông báo rằng Big Bang sẽ biểu diễn trong MBC Music Festival vào ngày 31, nhưng tất cả những buổi biểu diễn khác trong tuần đầu tiên của năm sau sẽ bị hủy bỏ. Cũng trong năm này, những album và single của Big Bang đều được yêu cầu rất cao, vì lý do đó, công ty quản lý đã phải tái bản tất cả.
Sau khi thành công rực rỡ tại Hàn Quốc, Big Bang nhắm đến thị trường ngoài nước, cụ thể là Nhật Bản. Đầu năm 2008, album tiếng Nhật đầu tiên của họ For the World gồm những single tiếng Hàn trước đó và ca khúc tiếng Nhật "How Gee" (phiên bản remix mới của "How Gee" được trình diễn trước đó bởi nhóm nhạc Nhật Bản Black Machine). For The World ngay khi phát hành đã chiếm lấy hạng 14 trong bảng xếp hạng Oricon và cuối cùng leo lên được vị trí thứ 10, dù không hề có chương trình quảng bá nào. Ngày 28 và 29 tháng 3, Big Bang tổ chức hòa nhạc tại JCB Hall, Tokyo Dome City. Nhóm cũng phát hành một mini album bằng tiếng Nhật vào cuối tháng 5 mang tên With U, cùng với một single cùng tên.
Big Bang trở lại Hàn Quốc vào giữa năm 2008 sau khi kết thúc hoạt động của họ tại Nhật. Dù hoạt động của nhóm phải bị dời lại nhiều lần do các hoạt động solo của các thành viên, cuối cùng Big Bang cũng phát hành mini album thứ 3 Stand Up - kết hợp với DJ Daishi Dance, và nhóm nhạc rock Hàn Quốc No Brain trong single punk rock "Oh My Friend". Ca khúc đầu tiên của album được phát hành là "Day By Day" (Tiếng Triều Tiên: 하루하루"; Phiên âm: Haru Haru). Tương tự những album trước, trưởng nhóm G-Dragon tham gia phần lớn trong việc sản xuất album bằng việc hòa âm và viết phần lớn ca khúc trong album ngoại trừ "A Good Man", được viết bởi T.O.P. Mini album tiếp tục gặt hái thành công với doanh số đạt 100.000 bản và tạo ra một vài trong số những single hay hất của nhóm, với ca khúc chủ đạo "Day By Day" đứng đầu nhiều bảng xếp hạng online và giữ vị trí số một trong 6 tuần liên tiếp. Bên cạnh đó, một số ca khúc của họ cũng lọt vào top 20 của bảng xếp hạng như "Heaven" ở hạng 2, "Oh My Friend" hạng 9, "A Good Man" hạng 12 và "Lady" hạng 16 - cả năm ca khúc của một nhóm nhạc trong top 20.
Cùng thời điểm, Big Bang cũng phát hành ca khúc tiếng Nhật "Number 1" trong album cùng tên và giới thiệu ca khúc này trên một số chương trình radio và TV của Nhật. Album đã đạt được hạng 3 trong bảng xếp hạng album hằng ngày Oricon. Cuối năm 2008, Big Bang phát hành album tiếp theo Remember, với ca khúc "Sunset Glow" (Tiếng Triều Tiên: 붉은노을; Phiên âm: Byulkeun Noeul) giữ hạng nhất trên rất nhiều bảng xếp hạng tại Hàn Quốc. "Strong Baby" do Seungri thể hiện được phát hành làm single thứ hai trong album. Album sau đó bán được trên 200.000 bản. Cuối năm 2008, Big Bang lần thứ 2 giành được giải "Nghệ sĩ của năm" tại lễ trao giải MNET KM Music Festival Awards 2008. Cuối năm 2008, doanh thu của Big Bang vào khoảng 36 tỉ won (tương đương 24,5 triệu đô la Mỹ).

### 2009-2011: Các hoạt động solo, hoạt động tại Nhật vàTonight
Đầu năm 2009, Big Bang tạm ngừng hoạt động để các thành viên dành thời gian cho các hoạt động solo. Trong thời gian này, nhóm hợp tác trong ca khúc "Lollipop" với 2NE1, nhóm nhạc nữ mới của cùng công ty YG Entertainment cũng được biết với tên gọi "Big Bang nữ". Cả hai nhóm đã cùng nhau thực hiện video clip cho ca khúc này. Dù chỉ là một ca khúc được dùng trong mẩu quảng cáo điện thoại di động, nhưng nó đã leo lên hạng nhất của nhiều bảng xếp hạng online.Thậm chí bài hát còn đạt được vị trí thứ 3 trong chương trình KBS Music Bank, điều mà chưa một bài hát quảng cáo nào làm được trước đó. Big Bang cũng ra mắt ca khúc quảng cáo "So Fresh, So Cool" cho hãng bia "Hite"; mặc dù vậy Seungri không được phép xuất hiện trong ca khúc này vì chưa đủ tuổi được phép uống bia.

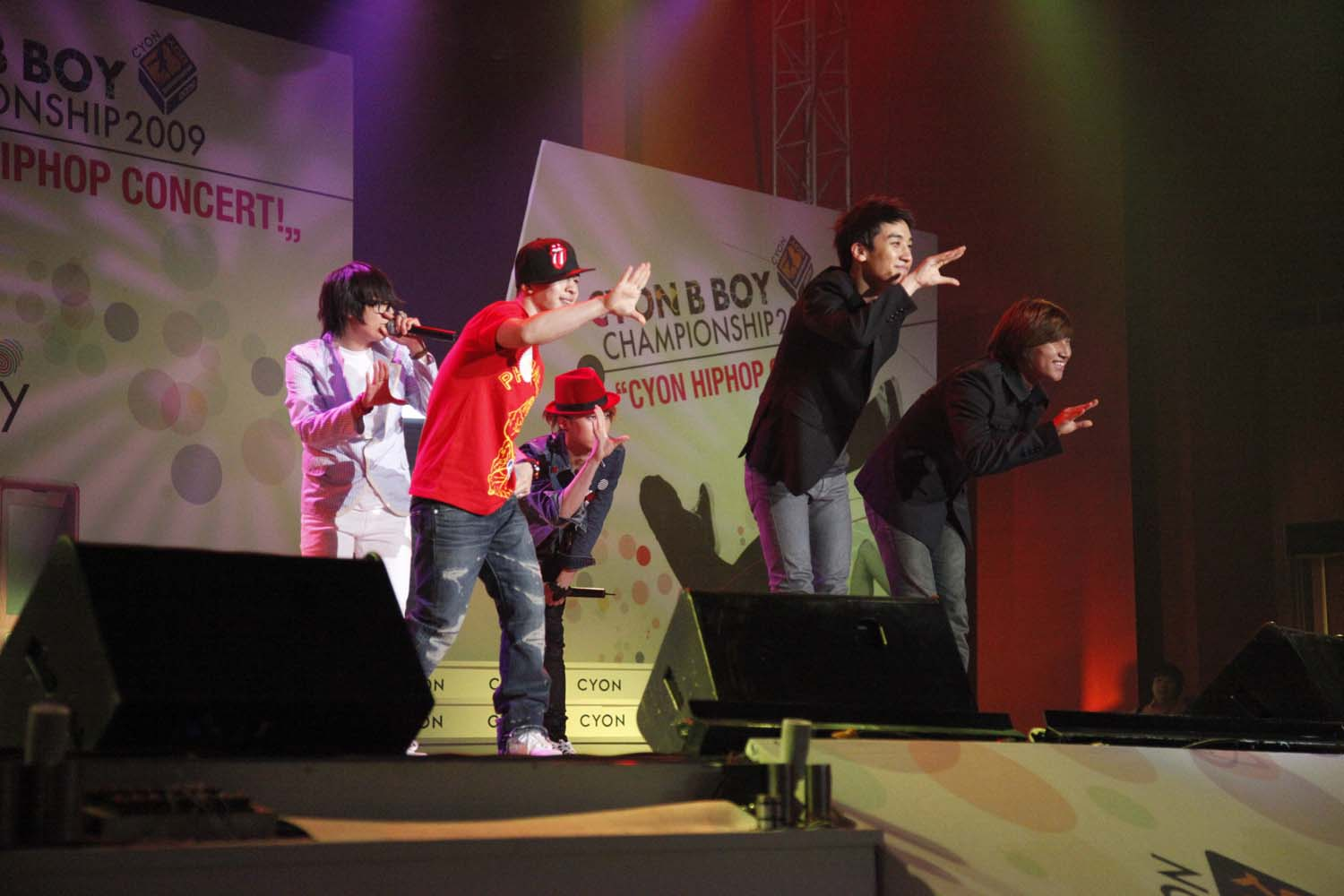
Big Bang trong một concert vào tháng 5 năm 2009

Sau thành công với "Lollipop", Big Bang phát hành single tiếng Nhật đầu tiên "My Heaven" vào tháng 5 năm 2009, được xem như sự ra mắt chính thức tại Nhật. Ca khúc là bản dịch tiếng Nhật từ ca khúc "Heaven" (Tiếng Triều Tiên: 천국; Phiên âm: Cheonguk) trong EP Stand Up của họ, được sáng tác bởi Daishi Dance. Nhờ vào chiến lược quảng bá thú vị khi Big Bang được trình diễn trong một số chương trình tin tức buổi sáng mà single ngay khi ra mắt đã đạt được vị trí thứ 3 trên bảng xếp hạng Oricon một cách bất ngờ. Ngày 8 tháng 7 năm 2009, Big Bang phát hành single tiếng Nhật thứ hai mang tên "ガラガラ GO!!" (Gara Gara Go!) đạt được vị trí thứ 5 trên bảng xếp hạng Oricon.. "Gara Gara Go!" đánh dấu những màn biểu diễn đầu tiên của Big Bang trên sân khấu Nhật như Hey!Hey!Hey! Music Champ và Music Station. Trước sự thành công của hai single tiếng Nhật, Big Bang phát hành album tiếng Nhật đầu tiên mang tên Big Bang dưới sự hỗ trợ của Universal Music, đưa Big Bang vào bảng xếp hạng ở vị trí thứ 3.
Gần như ngay sau khi phát hành album, Big Bang trở về Hàn Quốc và bắt tay vào các hoạt động cá nhân. Vào ngày 18 tháng 8, G-Dragon phát hành album solo mang tên Heartbreaker. Album sau đó giành giải "Album của năm" tại Mnet Asian Music Awards 2009 cũng như tiêu thụ được trên 210.000 bản. Taeyang phát hành hai đĩa đơn, "Where U At?" và "Wedding Dress" để quảng bá cho album thứ hai chuẩn bị ra mắt vào năm 2010. T.O.P gia nhập dàn diễn viên của bộ phim truyền hình Hàn Quốc Iris trong vai sát thủ Vick. Daesung và Seungri tìm niềm cảm cho riêng mình trong các lĩnh vực đóng kịch và dẫn chương trình. Ngày 15 tháng 10 năm 2009, Big Bang công bố sự tái hợp đầu tiên của cả nhóm trong ca khúc chính của một bộ phim truyền hình Nhật Ohitorisama (おひとりさま, Một người) mang tên "Koe wo Kikasete" (声をきかせて, Let Me Hear Your Voice, Hãy để tôi nghe giọng nói của em). Sau đó ngày 4 tháng 11 năm 2009, Big Bang chính thức phát hành ca khúc này dưới dạng single và đạt được vị trí thứ 4 trên bảng xếp hạng Oricon.
Những ngày đầu tiên của tháng 1 năm 2010, Big Bang tổ chức liveconcert Big Show 2010 tại Sân vận động Olympic Seoul. Tháng kế tiếp, Big Bang bắt tay vào tour diễn Electric Love tại Nhật. Trở lại vào tháng 2, Big Bang phát hành "Lollipop 2", phần tiếp theo của single "Lollipop" đầu tiên hát cùng 2NE1. Cả hai ca khúc này đều có mục đích giống nhau là quảng cáo cho dòng điện thoại Lollipop của LG Cyon. Ca khúc này cũng đã đứng đầu một số bảng xếp hạng online. Đĩa đơn tiếp theo của nhóm, "Tell Me Goodbye", được thu âm cho đợt phát hành lại của phim truyền hình Iris tại Nhật Bản. Bài hát trở nên nổi tiếng và nhận nhiều phản hồi và đánh giá tích cực, cũng như giành giải "Bài hát của năm" tại lễ trao giải Japan Record Awards. Thêm vào đó để cổ động cho đội tuyển Hàn Quốc tại World Cup 2010, nhóm phát hành ca khúc "Shout of the Reds" với sự góp mặt của nhóm nhạc rock Transfixion và vận động viên trượt băng nghệ thuật Kim Yuna.
Trong phần còn lại của năm 2010 nhóm chủ yếu tập trung vào các hoạt động cá nhân, bao gồm sự ra mắt của bộ đôi GD & TOP cùng album hợp tác đầu tay cũng như EP đầu tiên của Seungri mang tên VVIP. Big Bang cũng giành được một số giải thưởng đáng chú ý trong đó có giải "5 Nghệ sĩ mới xuất săc nhất" và "Nghệ sĩ mới xuất nhất" tại lễ trao giải Japan Gold Disc Awards lần thứ 24. Gần cuối tháng 5 năm 2010, nhóm nhận giải "Video Pop xuất sắc nhất" and "Nghệ sĩ mới xuất sắc nhất" tại MTV Video Music Awards Japan 2010. Nhóm phát hành đĩa đơn tiếng Nhật cuối cùng mang tên "Beautiful Hangover" vào ngày 25 tháng 8 năm 2010.

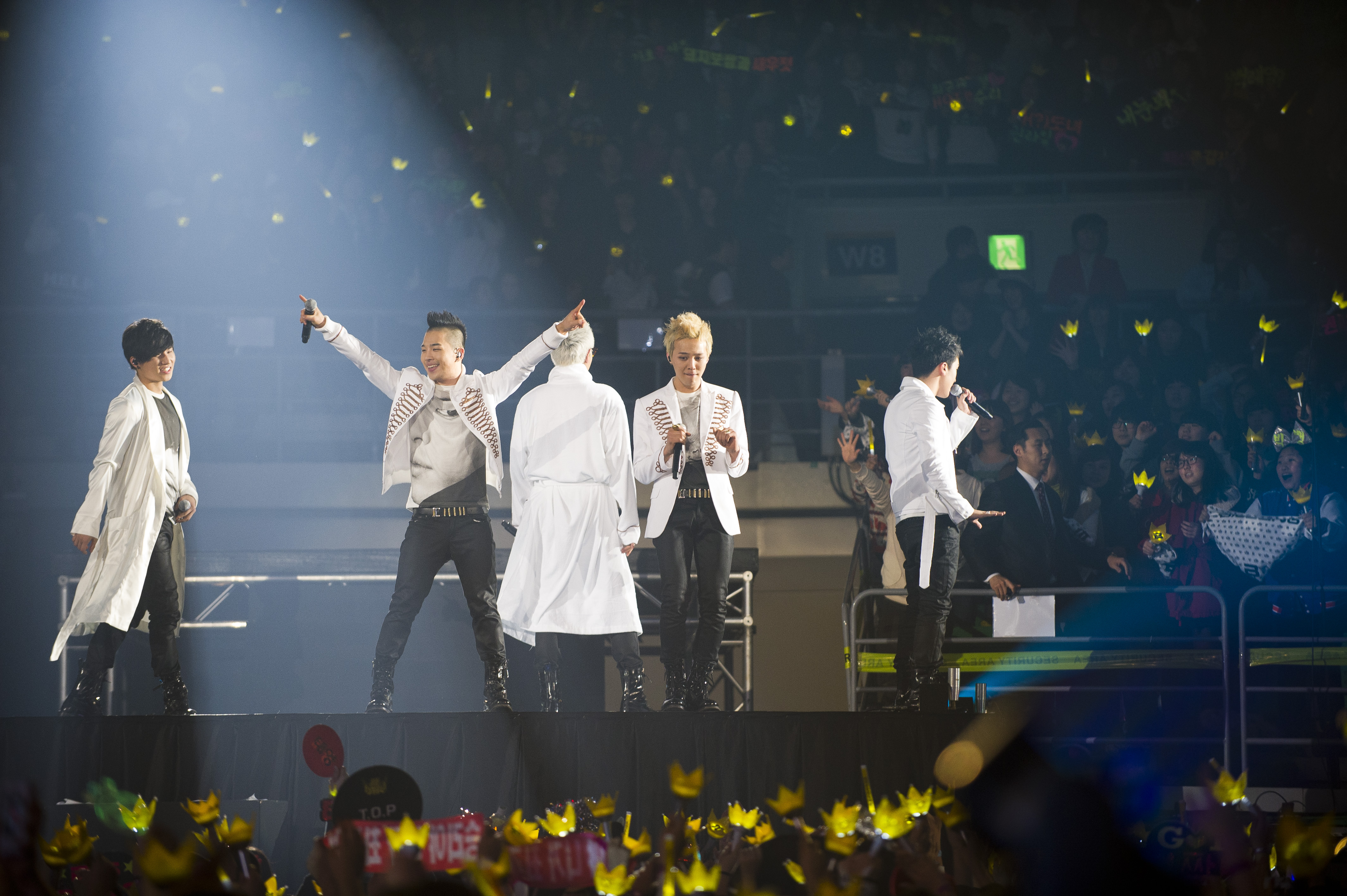
Big Bang tại Big Bang Big Show năm 2011

Sau hai không hoạt động cùng nhau tại Hàn Quốc, Big Bang trở lại đây với concert Big Show 2011 và trình diễn các ca khúc mới trong EP sắp ra mắt sau đó mang tên Tonight. Album có lượng đặt trước lên tới 10.000 bản trên in Cyworld, đánh bại kỉ lục 6.500 bản của TVXQ năm 2008, và bán được trên 100.000 bản trong tuần đầu tiên. Album nhận được nhiều phản hồi tích cực khi Choi Jun của Asiae khen ngợi hướng đi mới trong âm nhạc của nhóm, cho rằng sau hai năm vắng bóng, "phong cách và khả năng cảm thụ âm nhạc [của nhóm] đã trở nên sâu sắc hơn." Bảy ngày sau khi EP ra mắt, Big Bang đã kiếm về cho mình 7 tỉ won (tương đương 6,6 triệu đô la Mỹ). Singe chủ đạo "Tonight" giành vị trí số một trên Gaon Chart. Sau khi đợt quảng bá cho Tonight kết thúc, Big Bang phát hành album phiên bản đặc biệt với hai track mới: "Love Song" và "Stupid Liar". Video âm nhạc của "Love Song" trên YouTube đạt 2 triệu lượt xem chỉ trong hai ngày. Nhóm cung bắt đầu chuyến lưu diễn Love & Hope Tour vào tháng 5 năm 2011.
Big Bang giành giải "Best Worldwide Act" tại MTV EMA 2011 với tư cách là đại diện của châu Á-Thái Bình Dương nhờ nhận được trên 58 lượt bầu chọn. Họ cũng giành giải "Video âm nhạc xuất sắc nhất" với "Love Song" tại lễ trao giải Mnet Asian Music Awards 2011. Nhóm tham gia vào chuyến lưu diễn YG Family Concert Tour 2011 kỉ niệm 15 năm thành lập YG Entertainment. Sau đó vào ngày 14 tháng 12, nhóm tiếp tục phát hành album tổng hợp các ca khúc hay nhất bằng tiếng Nhật có tên The Best of Big Bang, trong đó đáng chú ý là phiên bản tiếng Nhật của bản hit số một "Haru Haru". Album thống trị ở ngôi vị số một trên bảng xếp hạng Oricon Daily ngay trong ngày đầu phát hành và bán ra được 14.000 bản trong tuần đầu tiên và chứng tỏ sức hút không đổi của họ. Các báo cáo cho biết Big Bang kiếm được 88 tỉ won (84,5 triệu đô la) vào năm 2011 dù chỉ quảng bá trong nửa năm. Khoản thu trên bao gồm cả doanh thu từ Big Bang Show trên kênh SBS, Big Show Concert 2011 và Love and Hope Tour ở Nhật Bản.

### 2012–2014:Alive, chuyến lưu diễn vòng quanh thế giới đầu tiên và các hoạt động solo
Bắt đầu từ 20 tháng 1 năm 2012, YG Entertainment tung ra các teaser cho EP thứ năm của Big Bang Alive. EP được chính thức ra mắt vào ngày 29 tháng 2 năm 2012 dưới định dạng số và đĩa CD. Lượng đặt trước cho Alive đạt mốc 260.000 bản trong hai tuần. Đĩa đơn chủ đạo "Blue" được phát hành một tuần trước khi album ra mắt và đạt vị trí số một trên tất cả các bảng xếp hạng trong nước. EP tỏ ra rất thành công trên lĩnh vưc thương mại, bán ra trên 200.000 bản trong tháng đầu lên kệ. Big Bang giành được 5 vị trí trong Top 10 bảng xếp hạng Billboard K-pop's Hot 100 và đạt vị trí thứ 150 trên Billboard 200, trở thành nhóm nhạc Hàn Quốc đầu tiên với một album tiếng Hàn làm được điều này. Sự nổi tiếng của nhóm còn đưa họ tới với vị trí thứ 24 trên BXH Billboard Social 50. Nhóm sau đó cũng đạt được sự công nhận từ các trang mạng như tạp chí Time, và có mặt trong một bức ảnh trên trang chủ giải Grammy.

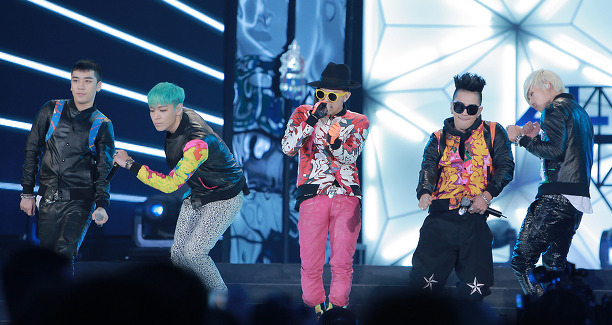
Big Bang tại K-Collection vào tháng 3 năm 2012

Trung với thời điểm ra mắt album, Big Show 2012 được tổ chức tại sân vận động Seoul Olympic Park từ 2–4 tháng 3 và đạt tổng số vé bán được lên đến 40.000. Ba buổi diễn này cũng chính thức khởi động chuyến lưu diễn vòng quanh thế giới đầu tiên Big Bang Alive Galaxy Tour 2012 hợp tác với Live Nation. Tour diễn được đạo diễn bởi biên đạo Laurieann Gibson và đưa nhóm nhạc Hàn Quốc tới với 21 thành phố tại 13 quốc gia. Những hình ảnh tại Big Show được phát sóng tại 160 quốc gia thông qua MTV World Stage, góp phần quảng bá chuyến lưu diễn và hình ảnh của Big Bang tới toàn thế giới. Vào ngày 6 tháng 3 năm 2012, video âm nhạc của "Fantastic Baby" dược đăng tải trên YouTube và trở thành video đạt dược nhiều lượt xem nhất của Big Bang với trên 150 triệu lượt xem tính tới tháng 7 năm 2015.
Phiên bản tiếng Nhật của Alive được ra mắt vào ngày 28 tháng 3 năm 2012 cùng với hai bài hát tiếng Nhật mới. Phiên bản đĩa cứng của album bao gồm thêm cả phiên bản tiếng Nhật của Haru Haru. Album bán ra trên 23.000 bản vào ngày đầu ra mắt và đạt đỉnh ở vị trí số 2 trên bảng xếp hạng Oricon. Album cuối cùng bán được tất cả trên 200.000 bản và được chứng nhận vàng bởi Hiệp hội công nghiệp ghi âm Nhật Bản. Các hoạt động quảng bá tại Nhật bắt đầu bằng màn trình diễn tại Springroove Festival 2012 cùng các nghệ sĩ hip hop hàng đầu của Hoa Kỳ và Nhật Bản. Big Bang cùng 2NE1 là những nghệ sĩ Hàn Quốc đầu tiên được mời tới lễ hội âm nhạc này. Sau sự trở lại hết sức thành công, Big Bang phát hành album phiên bản đặc biệt mang tên Still Alive vào ngày 3 tháng 6 năm 2012. Album bao gồm hai ca khúc mới trong đó có bài hát chủ đề "Monster", cũng như phiên bản tiếng Hàn của hai track trong Alive. Album bán được trên 100.000 bản trong tháng đầu tiên phát hành. Phiên bản Monster của album tiếng Nhật Alive cũng ra mắt vào ngày 20 tháng 6 năm 2012.

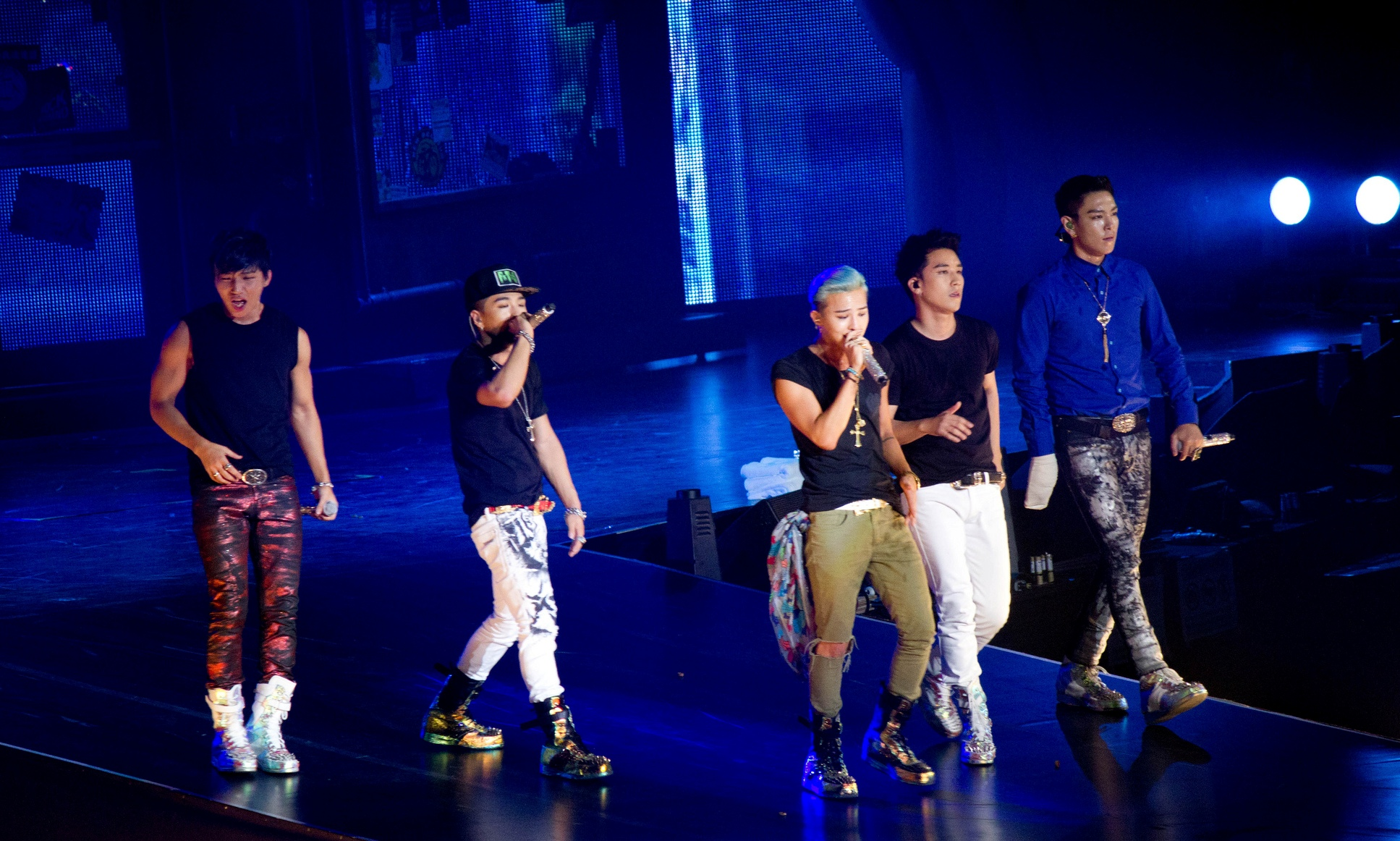
Big Bang biểu diễn trong Alive Tour

Thành công của phiên bản đặc biệt cũng giúp họ có được thêm sự công nhận trên toàn thế giới, đưa nhóm tới vị trí số #11 trên bảng xếp hạng Billboard Social 50. Nhóm tập trung phần còn lại của năm 2012 vào tour diễn tại các quốc gia: Nhật Bản (tháng 5 tới tháng 6), Trung Quốc (tháng 7 tới tháng 8), Đông Nam Á (tháng 9 tới tháng 10), châu Mỹ (tháng 11). Sau châu Mỹ, nhóm trở lại Nhật để tham gia "Special Final in Dome Tour", dừng chân tại một số sân vận động lớn tại Nhật trong đó có Osaka Dome, Tokyo Dome và Fukuoka Dome. Big Bang cũng biểu diễn tại Hồng Kông và Anh vào tháng 12 năm 2012. Ban đầu chỉ có một buổi diễn ở Luân Đôn nhưng vì nhu cầu gia tăng nên một buổi diễn nữa đã được tổ chức. Nhóm kết thúc chuyến lưu diễn tại Osaka vào giữa tháng 1 năm 2013 cũng như ba buổi biểu diễn tại Nhà thi đấu Thể dục dụng cụ Olympic ở Seoul sau đó một tháng. Vào ngày 30 tháng 11 năm 2012, Big Bang nhận tổng cộng ba giải tại Mnet Asian Music Awards lần thứ 14, trong đó có Nhóm nhạc nam xuất sắc nhất và Nghệ sĩ của năm. G-Dragon cũng mang về cho riêng mình giải Nam nghệ sĩ solo xuất sắc nhất. Họ cũng giành giải ở hạng mục Best Fan tại TRL Awards của Ý.
Trong hai năm 2013 và 2014 các thành viên dừng các hoạt động nhóm để tập trung vào các hoạt động cá nhân, bao gồm album đầu tiên của Daesung, D'scover; EP thứ hai của Seungri, Let's Talk About Love, album phòng thu thứ hai của G-Dragon, Coup D'Etat và album thứ hai của Taeyang, Rise. T.O.P tham gia vào bộ phim điện ảnh The Commitment cũng như phát hành ca khúc "Doom Dada".

### 2015-2016:M.A.D.E, chuyến lưu diễn thế giới lần thứ hai và kỷ niệm 10 năm

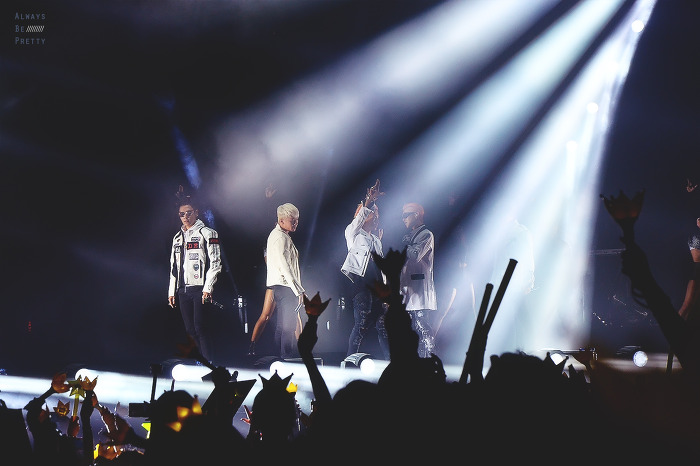
Big Bang biểu diễn tại Trung Quốc trong MADE Tour vào năm 2015

Vào tháng 4 năm 2015 YG Entertainment ra thông báo về sự trở lại của Big Bang với album tiếp theo mang tên MADE dự kiến phát hành vào ngày 1 tháng 9 năm 2015. Trước đó, các "đĩa đơn dự án" trong album sẽ được phát hành vào ngày đầu tiên của mỗi tháng bắt đầu từ 1 tháng 5 với "M" và sau đó là "A", "D" và "E".
Vào ngày 1 tháng 5, nhóm phát hành các đĩa đơn "Loser" và "Bae Bae" trong album đĩa đơn M. "Loser" xếp ở vị trí số 1 và "Bae Bae" xếp ngay sau ở vị trí số 2 trên bảng xếp hạng World Digital Songs của Billboard. Video âm nhạc cho "Loser" thu hút được 4,3 triệu lượt xem trong ngày đầu đăng tải, con số cao nhất từng có cho một video âm nhạc K-pop. M đứng ở vị trí số một trên BXH "Top 100 Album bán chạy nhất" của Gaon trong tuần cuối cùng của tháng tư (2 tháng 5).
Vào ngày 1 tháng 6, album đĩa đơn thứ hai A được phát hành bao gồm hai ca khúc "Bang Bang Bang" và "We Like 2 Party". Theo Billboard, 11 tháng 6, "Bang Bang Bang" and "We Like 2 Party" tiếp tục giành vị trí số một và hai trên bảng xếp hạng World Digital Songs. 4 bài hát mới của Big Bang cũng chiếm cổng âm nhạc trực tuyến lớn nhất Trung Quốc, QQ Music. "Bang Bang Bang" và "We Like 2 Party" ra mắt tại Trung Quốc lần lượt ở vị trí thứ 1 và thứ 2. "Loser" ra mắt vào tháng 5 đứng ở vị trí thứ 3. QQ Music, "Bang Bang Bang" và "We Like 2 Party" đứng ở vị trí thứ 1 và thứ 2 trong khi "Loser" và "Bae Bae" ở ở vị trí thứ 3 và thứ 6. Vào ngày 25/6, các video đã ra mắt đạt tổng lượt xem vượt mốc 100 triệu trên YouTube. Ngoài ra, "Bang Bang Bang" cũng đã vượt qua "Love Me Right" của EXO tại M Countdown để giành vị trí số 1.
Vào ngày 1 tháng 7, album đĩa đơn thứ ba D được phát hành bao gồm hai bài hát "If You" và "Sober". Trên bảng xếp hạng video của QQ Music, "Sober" chiếm lấy vị trí số một của "Bang Bang Bang".
Vào ngày 1 tháng 8, album đĩa đơn thứ bốn E được phát hành bao gồm 2 bài hát "Let's Not Fall In Love" và "Zutter" (GD&TOP). Trong chương trình Music Core, mặc dù không biểu diễn vì bận lưu diễn nhưng Big Bang vẫn xuất sắc vượt qua ShinEE và Wonder Girls để giành giải quán quân. Vào ngày 18 tháng 8, YG Entertainment việc phát hành album buộc phải tạm hoãn. Các thành viên của Big Bang có ba tuần thêm các bài hát vào trong album và nghỉ ngơi. Nhằm quảng bá các đĩa đơn, nhóm cũng thực hiện chuyến lưu diễn vòng quanh thế giới thứ hai có tên MADE World Tour. Với hai buổi diễn đầu tiên ở Seoul vào ngày 25 và 26 tháng 4, chuyến lưu diễn thu hút 1,5 triệu người hâm mộ tới xem, một con số kỷ lục của một nghệ sĩ Hàn Quốc. Cuối năm 2015, Big Bang thu về trên 140 tỉ won (120 triệu đôla Mỹ).

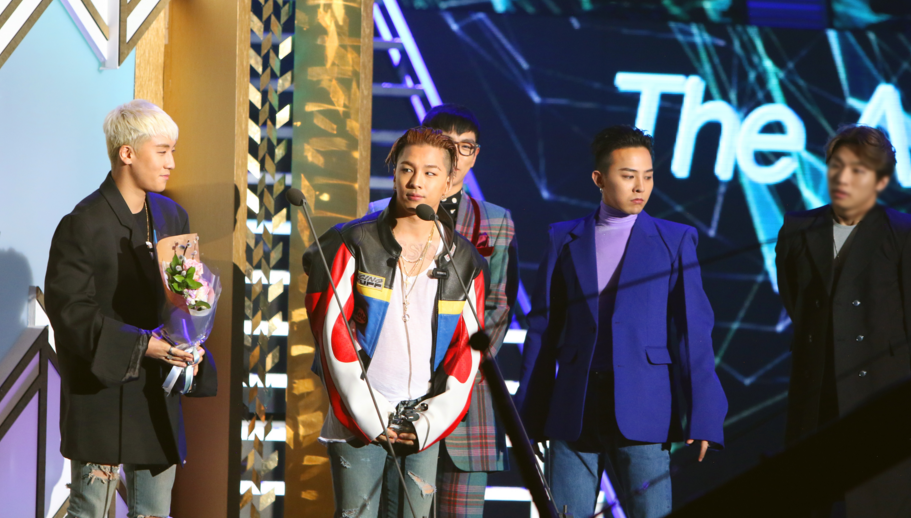
Big Bang tại Gaon Chart Music Awards năm 2016

Tại lễ trao giải MAMA lần thứ 17, Big Bang giành được bốn giải thưởng trong đó có giải Nghệ sĩ của năm (lần thứ ba). Big Bang cũng tiếp tục chuyến lưu diễn thế giới trong năm 2016 với MADE [V.I.P] Tour 2016 tại Trung Quốc và Đài Loan. Họ cũng có mặt tại Nhật Bản với Fantastic Baby 2016 Tour. Big Bang cũng nhận giải Nghệ sĩ xuất sắc nhất tại lễ trao giải Thế giới của MTV Italian Music Awards 2016.
Một số dự án đã được triển khai nhằm kỷ niệm 10 năm thành lập của ban nhạc. Đầu tiên là bộ phim tài liệu có tên Big Bang Made, nói về quá trình nhóm thực hiện chuyến lưu diễn Made World Tour 2015 và được ra mắt ngày 30 tháng 6. Tiếp theo là buổi hòa nhạc mang tên 0.TO.10 được tổ chức tại sân vận động World Cup Seoul vào ngày 20 tháng 8. Thứ ba là cuộc triển lãm A TO Z tại Seoul từ ngày 5 tháng 8 tới 30 tháng 10, với chủ đề là lịch sử của ban nhạc. Một chuyến biểu diễn cũng được dự kiến tổ chức tại Sân vận động Yanmar Nagai ở Ōsaka, Nhật Bản từ 29 tới 31 tháng 7.
Vào ngày 21 tháng 11 năm 2016, thành viên TOP được thông báo sẽ thực hiện nghĩa vụ quân sự trong vòng 2 năm, anh sẽ bắt đầu nhập ngũ vào ngày 9 tháng 2 năm 2017.
Ngoài ra công bố vào ngày 21, YG Entertainment tiết lộ rằng Big Bang sẽ phát hành album đầy đủ của Made vào ngày 12 tháng 12, với một phiên bản được tiết lộ vào ngày 23. Album có 2 ca khúc chủ đề, "Fxxk It" được phát hành ngày 12 tháng 12 cùng với một video âm nhạc. Ca khúc được sáng tác bởi nhà sản xuất chính của YG Entertainment, Teddy Park và G-Dragon, phần lời được viết bởi Teddy, G-Dragon và TOP. Ngày 12 Tháng 12, ca khúc chủ đề thứ 2 "Last Dance" được phát hành, ca khúc thuộc thể loại R&B được viết lời bởi G-Dragon, TOP và Tae Yang và phần nhạc được sáng tác bởi G-Dragon.

### 2017-2018: Nghĩa vụ quân sự
Theo yêu cầu quân sự bắt buộc của Hàn Quốc, T.O.P thực hiện nghĩa vụ hai năm của mình vào ngày 9 tháng 2 năm 2017 với tư cách là một cảnh sát viên. Các thành viên còn lại tiếp tục quảng bá mà không có anh như chuyến lưu diễn tại các sân vận động mái vòm Nhật Bản, Last Dance Tour, vào tháng 11 với 14 buổi hòa nhạc tại bốn thành phố với sự có mặt của 696.000 fan. Hai chương trình cuối của chuyến lưu diễn cũng được tổ chức tại Gocheok Sky Dome, Seoul vào ngày 30 và 31 tháng 12.
Vào năm 2017, YG Entertainment phát hành một chương trình thực tế với sự tham gia của Big Bang là Run, Big Bang Scout! thông qua Youtube Red. Tập 1 của chương trình được phát hành miễn phí và có 9,6 triệu lượt xem trên YouTube. Vào năm 2018, các thành viên còn lại của nhóm cũng bắt đầu nghĩa vụ quân sự: G-Dragon vào ngày 27 tháng 2, Taeyang vào ngày 12 tháng 3, Daesung vào ngày 13 tháng 3. Seungri dự kiến nhập ngũ vào nửa cuối năm 2018.
Bài hát "Flower Road" được phát hành vào ngày 13 tháng 3 năm 2018 như một lời chào tạm biệt của cả nhóm với người hâm mộ. Bài hát lập kỷ lục ở Trung Quốc: Hơn 1 triệu lượt mua trong vòng 3 ngày 14 giờ, khoảng thời gian cực nhanh với một nhóm nhạc Hàn Quốc. Bài hát cũng đứng đầu trên bảng xếp hạng World Digital Songs của Billboard và Gaon Digital Chart.

### 2019-2021: Seungri giải nghệ, các thành viên còn lại xuất ngũ
Ngày 11 tháng 3 năm 2019, sau khi nhận hàng loạt cáo buộc vi phạm pháp luật nghiêm trọng liên quan đến Burning Sun Club từ các hãng truyền thông lớn trong nước , Seungri tuyên bố giải nghệ và rút khỏi ngành giải trí Hàn Quốc. Ngày 13 tháng 3, YG Entertainment cũng thông báo kết thúc hợp đồng của Seungri.
Vào ngày 6 tháng 7 năm 2019, T.O.P là thành viên đầu tiên xuất ngũ. Tiếp theo là trưởng nhóm G-Dragon vào ngày 25 tháng 10 năm 2019. Taeyang và Daesung lần lượt kết thúc nghĩa vụ quân sự vào ngày 10 tháng 11 và được xuất ngũ.
Vào ngày 3 tháng 1 năm 2020, Big Bang sẽ biểu diễn tại Liên hoan âm nhạc và nghệ thuật Coachella Valley, đánh dấu buổi biểu diễn trực tiếp đầu tiên của nhóm kể từ năm 2017. Nhưng sau đó buổi biểu diễn bị huỷ do dịch bệnh hoành hành và cho đến hiện tại nhóm vẫn chưa trở lại.
Vào tháng 3, cả bốn thành viên đều gia hạn hợp đồng với YG Entertainment và đang chuẩn bị cho sự trở lại nhưng cuối cùng đã bị trì hoãn do đại dịch COVID-19.

### 2022-nay: Trở lại
Ngày 7/2, T.O.P chính thức kết thúc hợp đồng độc quyền với công ty YG Entertainment sau 16 năm gắn bó. Đại diện công ty cho biết nam rapper muốn thử sức trên con đường mới với tư cách nghệ sĩ và doanh nhân. Dù vậy, T.O.P vẫn là thành viên của Big Bang và luôn sẵn sàng cho các hoạt động trong tương lai của nhóm. Đêm 21/3, YG Entertainment bất ngờ thông báo ngày tái xuất đường đua K-pop của nhóm nhạc Big Bang sau hơn 4 năm vắng bóng. Theo đó, nhóm sẽ ra mắt ca khúc mới vào ngày 5/4 (giờ Hàn Quốc). Cùng ngày, nhóm cũng phát hành ảnh teaser quảng bá sản phẩm sắp tới.
Lúc 0h sáng ngày 05/04/2022, nhóm đã chính thức quay trở lại sau 4 năm vắng bóng với bài hát "Still Life", đây là một ca khúc thuộc thể loại soft rock, có nội dung ngầm nói về quãng thời gian đã qua của các thành viên. MV được hứa hẹn chứa đựng thông điệp chân thành của nhóm. Trong video âm nhạc, mỗi thành viên đại diện cho một mùa trong năm: xuân, hạ, thu, đông.
Vào ngày 31 tháng 5 năm 2023, T.O.P đã thông báo trên trang Instagram rằng anh sẽ rời khỏi nhóm nhạc BIGBANG sau 17 năm gắn bó để tập trung vào sự nghiệp solo G-Dragon sau đó khẳng định họ muốn "thu hút nhiều người hâm mộ hơn" với hướng đi mới. Vào năm 2008, "Oh My Friend", một ca khúc nhạc rock hợp tác với nhóm nhạc rock Hàn Quốc No Brain. Trong một cuộc phỏng vấn, nhóm cũng bày tỏ mong muốn thử sức với dòng nhạc trot. Alive thậm chí còn mang tính "thử nghiệm" hơn các sản phẩm âm nhạc trước, với "Bad Boy" được miêu tả là "đầy hoài niệm". EP này cũng được khen ngợi nhờ phô diễn được chất giọng của nhóm thay vì sử dụng autotune như thường lệ.
Các thành viên của nhóm cũng tìm cho riêng họ những phong cách khác nhau khi hoạt động solo vì vậy mà nhóm được miêu tả là "đa dạng" đối với người hâm mộ. EP của Taeyang, Hot, là một tuyển tập các ca khúc R&B và anh cũng cho rằng đây là thể loại mà anh quan tâm chủ yếu. Đĩa đơn kĩ thuật số đầu tiên của Daesung, "Look at Me, GwiSoon" (Tiếng Triều Tiên: 날 봐, 귀순, phiên âm: Nal Bwa Gwisun), là một bài hát nhạc trot, đã thu hút nhiều ý kiến phê bình bởi nó không giống với hình ảnh "những nghệ sĩ hip-hop" thường thấy của Big Bang. Đối với album Heartbreaker, G-Dragon hoà trộn giữa dance, hip-hop, và R&B. Justin McCurry của tờ The Guardian nhận xét rằng "mỗi thành viên có một vẻ riêng, và phạm vi âm nhạc của họ đa dạng như nhau, bao gồm R&B, hip-hop, house, electro và pop." Nhà sản xuất và rapper Cho PD đánh giá cao cách "các ca sĩ thần tượng như Big Bang sở hữu khả năng trở thành những nghệ sĩ thực thụ." Anh đặc biệt thích G-Dragon, nói về việc "bằng nhiều cách Big Bang thoát khỏi cái bóng thần tượng với những khả năng nghệ sĩ mà họ có", chỉ ra rằng "G-Dragon có thể coi là đại diện điển hình cho điều này".
Nhóm còn được biết đến với việc kiếm soát tốt sự nghiệp của mình và tự mình đóng góp vào quá trình sản xuất âm nhạc. G-Dragon bắt đầu tham gia viết lời và nhạc cho các bài hát "Lies", "Last Farewell", và "Day by Day". Chính G-Dragon miêu tả Big Bang là "một nhóm nhạc thần tượng ra đời không phải vì tài năng mà nhờ nỗ lực". Yahoo! Nhật Bản khen ngợi nhóm vì sự đóng góp của họ vào sản phẩm âm nhạc của chính mình và "có lẽ nhờ việc [mỗi thành viên] đóng góp vào chất liệu âm nhạc của họ nên nhóm không chỉ trở nên vô cùng ăn ý với nhau, mà mỗi cá nhân còn trở nên nổi bật hơn."

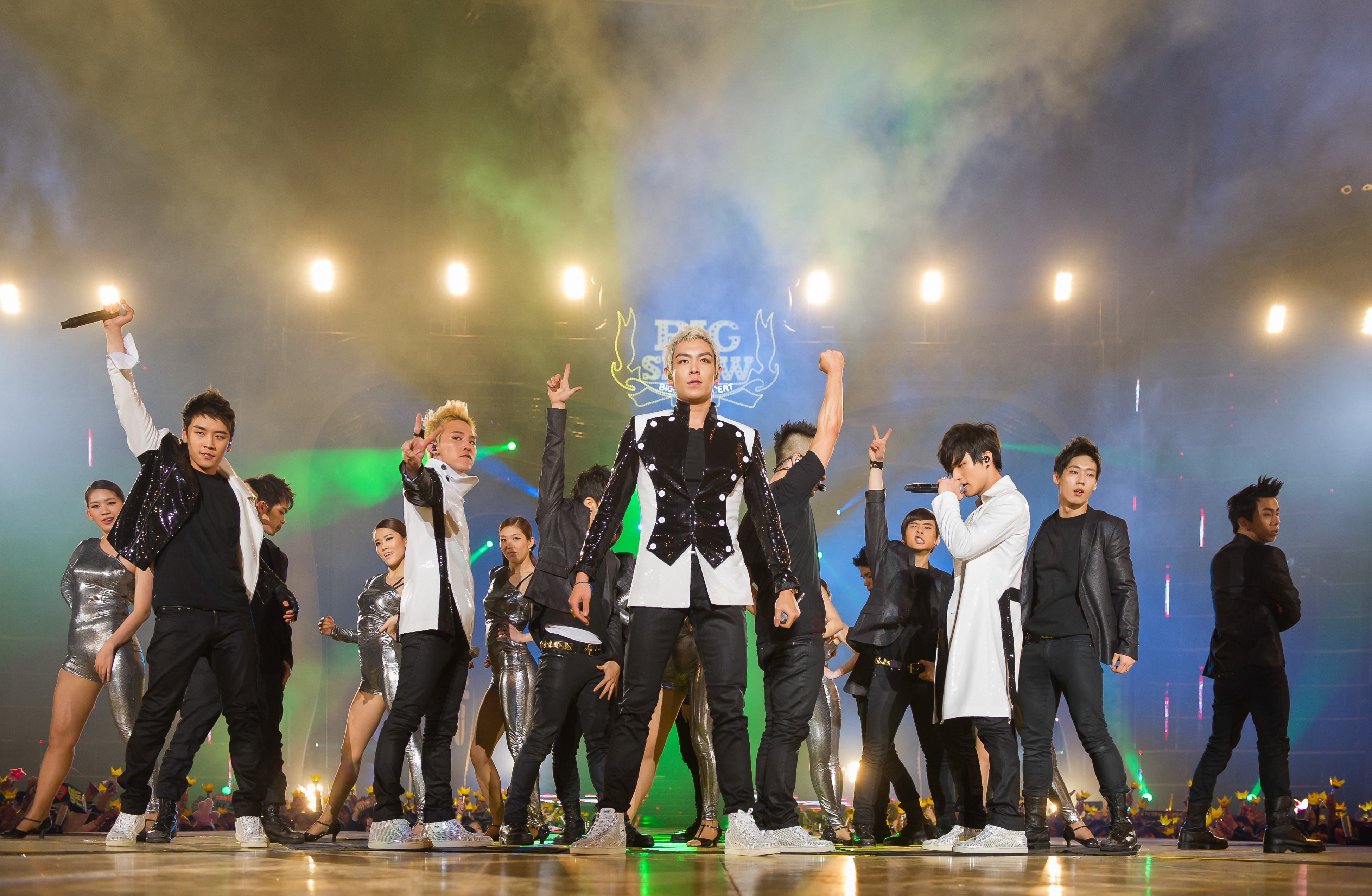
Big Bang biểu diễn vào năm 2011

### Sân khấu
Big Bang được biết đến với sự dàn dựng sân khấu hoành tráng cộng với vũ đạo, trang phục và đạo cụ hỗ trợ sân khấu. Trước đây họ từng dựa chủ yếu vào các điệu nhảy đường phố nhưng giờ đây Big Bang đã chuyển mình và trình diễn những vũ đạo chuyên nghiệp hơn. Các điệu nhảy của nhóm được giới trẻ học theo và bắt chước lại ví dụ điệu nhảy vén áo để lộ phần bụng hay điệu nhảy "nhảy dây" cũng gây sự chú ý lớn.
Jon Caramanica của The New York Times miêu tả buổi biểu Big Bang tại New Jersey là "trái tim hoang dại đích thực của K-pop", nhấn mạnh trang phục sáng màu, vũ đạo và màn trình diễn sân khấu của họ. Buổi biểu diễn của họ xếp số một trong top 3 buổi biểu diễn tại Mall of Asia Arena của Philippines năm 2012. So với các nghệ sĩ như Justin Bieber và One Direction, khả năng trình diễn của Big Bang được đánh giá là có "những góc cạnh [...] sinh động hơn, âm thanh sôi động hơn, vũ đạo sắc nét hơn." Buổi diễn của nhóm tại Prudential Center, Newark được New York Times xếp thứ ba trong danh sách các buổi biểu diễn hay nhât năm 2012. Vào tháng 3 năm 2012, Krista Mahr, phóng viên khu vực Nam Á của Time miêu tả nhóm như "những vị thần K-pop" nhờ sự hiện diện của họ trên sân khấu Nhà thi đấu Thể dục dụng cụ Olympic ở Seoul.

## Hình ảnh và sự ảnh hưởng văn hóa
Big Bang nhận được cả những lời khen ngợi lẫn những lời phê bình. Khi tấn công vào thị trường Nhật Bản, Time đánh giá họ là một trong số các nghệ sĩ Hàn Quốc hứa hẹn tiến sâu được vào đất nước này, trong khi tờ Korea Times gọi họ là những "biểu tượng [nhạc] pop Hàn Quốc". Năm 2011, BBC cho rằng "các ban nhạc K-pop, trong đó có Big Bang, đang trở nên nổi tiếng trên toàn thế giới", đánh giá cao đóng góp của nhóm vào doanh thu và lợi nhuận của YG Entertainment.

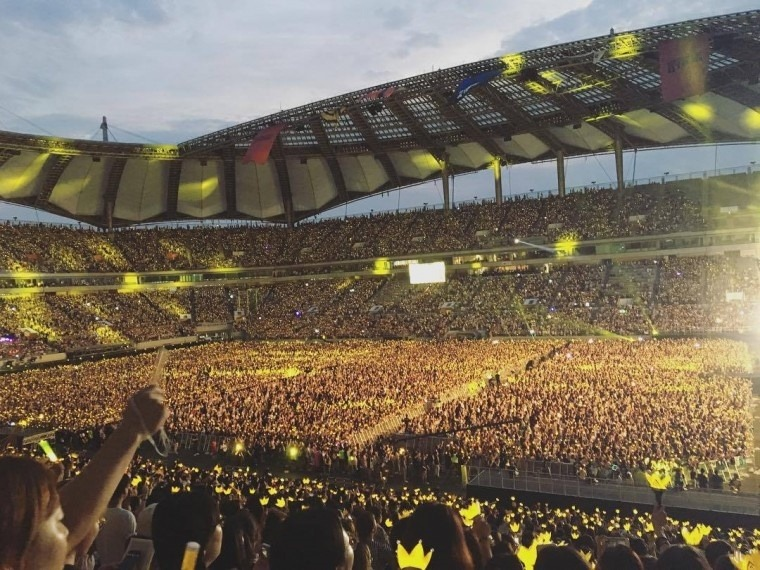
65,000 fan hâm mộ tại Concert 0.TO.10 ở Seoul vào ngày 20 tháng 8 năm 2016

Trong khi tờ The Vancouver Sun miêu tả nhóm là "nhóm nhạc nam gồm năm mảnh ghép cực kì cá tính tới từ Hàn Quốc", hãng thông tấn tài chính Hoa Kỳ CNBC lại đánh giá họ "nhóm nhạc được chọn lựa cẩn thận, đào tạo bài bản", và là những người có cách sử dụng "âm điệu pop tổng hợp, những bộ trang phục hào nhoáng và cách làm video nghệ thuật" đang góp phần đưa K-pop tới gần hơn với nền âm nhạc toàn cầu. Sau khi nhóm giành chiến thắng tại MTV Europe Music Award cho hạng mục "Best Worldwide Act", Google thông báo YouTube sẽ có riêng một kênh K-pop để tôn vinh sự thành công của K-pop. Tờ báo hàng ngày của Anh The Guardian cũng cho ra một bài viết nói về tầm quan trọng của chiến thắng này và nhận xét nó đã "chiếu ánh sáng soi đường cho sự đi lên của âm nhạc Hàn Quốc tại châu Âu." Nhóm cũng thu hút sự chú ý của các nghệ sĩ như Jill Scott, Pixie Lott, A*M*E, Dakota Fanning, Nelly Furtado, và Grimes. Grimes nói rằng K-pop ảnh hưởng đên âm nhạc của cô "rõ ràng hơn bất kỳ điều gì", đặc biệt là G-Dragon.
Nhóm từng nhắc tới Shinhwa, ban nhạc tồn tại lâu nhất tại Hàn Quốc, là những người được coi là hình mẫu và có ảnh hưởng lớn tới phong cách của mình. Tuy nhiên ảnh hưởng của riêng Big Bang vượt ra ngoài nền công nghiệp âm nhạc, tạo ra những xu hướng lớn trong ngành thời trang. Phong cách của họ, được biết đến với tên gọi "thời trang Big Bang", được quan tâm trên toàn châu Á. Nhóm chọn hình ảnh "hip-hop" làm chủ đề cho màn ra mắt. Việc ra mắt EP Always năm 2007 đi cùng sự thay đổi về hình ảnh khi nhóm hướng về một phong cách preppy-punk hơn, bao gồm quần jeans bó với những đôi Converse hay giày sneaker cao cổ, những thứ vẫn thịnh hành tại Hàn Quốc. Taeyang cũng chuyển từ mái tóc bím sát da đầu sang kiểu tóc mohawk. Ngoài thường mặc các trang phục của các nhãn hiệu như Bape, 10 deep, Louis Vuitton, Jeremy Scott và Phenomenon, Big Bang cũng hay mặc những chiếc áo hoody trong các buổi biểu diễn và các video âm nhạc. Họ cũng được biết đến nhờ đưa thời trang "ngày xưa" trở về với trào lưu đại chúng như những đôi giày high-top của Nike và Reebok. Được coi là "thời trang nhất" trong số các thành viên của nhóm, G-Dragon nổi tiếng với khăn quàng cổ tam giác, thứ sau được đó đặt tên là "khăn quàng Big Bang". T.O.P cũng gây chú ý nhờ iệc đeo những chiếc kính râm khi biểu diễn. Trang phục mà các thành viên mặc trên sân khấu cũng trở thành mốt trong cộng đòng người hâm mộ và được bán tại các cửa hàng tại Dong Dae Mun. Vào năm 2011, Big Bang hợp tác với thương hiệu thời trang Nhật Bản Uniqlo thiết kế ra những chiếc áo t-shirt để quảng bá cho màn trở lại Nhật của họ. Các sản phẩm "được bán hết chỉ trong 15 phút kể từ lúc cửa hàng mở cửa." Mặc dù nhóm, đặc biệt là G-Dragon, được coi là biểu tượng thời trang khi thu hút sự quan tâm của các nhà thiết kế phương Tây, họ cũng bị chỉ trích vì lạm dụng văn hóa hip-hop, đặc biệt về cách lựa chọn quần áo, phối màu và các kiểu tóc những ngày đầu sự nghiệp.

## Thành viên
In đậm là nhóm trưởng
| Nghệ danh           | Nghệ danh | Nghệ danh    | Nghệ danh              | Tên khai sinh   | Tên khai sinh | Tên khai sinh    | Tên khai sinh | Tên khai sinh    | Vị trí                            | Ngày sinh         | Nơi sinh                      | Quốc tịch |
| Latinh              | Hangul    | Kana         | Nghệ danh tại Nhật Bản | Latinh          | Hangul        | Kana             | Hanja         | Hán-Việt         | Vị trí                            | Ngày sinh         | Nơi sinh                      | Quốc tịch |
| Thành viên hiện tại |           |              |                        |                 |               |                  |               |                  |                                   |                   |                               |           |
| G-Dragon            | 지드래곤  | トップ       | G-Dragon               | Kwon Ji-yong    | 권지용        | クォン・ジヨン   | 權志龍        | Quyền Chí Long   | Leader, Main Rapper, Sub Vocalist | 18 tháng 8, 1988  | Yongsan, Seoul, Hàn Quốc      | Hàn Quốc  |
| Taeyang             | 태양      | ソル         | SOL                    | Dong Young-bae  | 동영배        | トン・ヨンベ     | 董詠培        | Đổng Vịnh Bồi    | Main Vocalist, Main Dancer        | 18 tháng 5, 1988  | Uijeongbu, Gyeonggi, Hàn Quốc | Hàn Quốc  |
| Daesung             | 대성      | ディ・ライト | D-Lite                 | Kang Dae-sung   | 강대성        | カン・デソン     | 姜大聲        | Khương Đại Thanh | Lead Vocalist                     | 26 tháng 4, 1989  | Itaewon, Seoul, Hàn Quốc      | Hàn Quốc  |
| Cựu thành viên      |           |              |                        |                 |               |                  |               |                  |                                   |                   |                               |           |
| T.O.P               | 탑        | トップ       | T.O.P                  | Choi Seung-hyun | 최승현        | チェ・スンヒョン | 崔勝鉉        | Thôi Thắng Huyền | Lead Rapper, Sub Vocalist         | 4 tháng 11, 1987  | Gangnam, Seoul, Hàn Quốc      | Hàn Quốc  |
| Seungri             | 승리      | ヴィ・アイ   | V.I                    | Lee Seung-hyun  | 이승현        | カン・デソン     | 李昇炫        | Lý Thăng Huyễn   | Lead Vocalist, Maknae             | 12 tháng 12, 1990 | Gwangsan, Gwangju, Hàn Quốc   | Hàn Quốc  |

## Giải thưởng và đề cử
Big Bang đạt được nhiều thành tựu và giải thưởng, thiết lập nhiều kỉ lục tại Hàn Quốc. Thành công đầu tiên của họ đến với "Lies", ca khúc giữ vị trí trên bảng xếp hạng Melon trong hơn 54 tuần, và sau đó là "Last Farewell", ca khúc đứng đầu nhiều bảng xếp hạng như Juke-On (trong 8 tuần liên tiếp). "Day by Day", ca khúc trứ danh của nhóm, đứng đầu nhiều bảng xếp hạng trong 6 tuần liên tục. Họ giành giải "Nghệ sĩ của năm" tại Seoul Music Awards lần thứ 17 vào năm 2007. Thành công của họ tại Hàn Quốc được tiếp tục lặp lại tại Nhật Bản khi nhóm giành nhiều giải "Nghệ sĩ mới xuất sắc nhất" trong những ngày đầu tại đây.
Album Tonight trở thành album K-pop đầu tiên lọt vào Top 10 trên bảng xếp hạng iTunes Hoa Kỳ là album duy nhất không phải album tiếng Anh trong Top 100. Với lượng đặt trước 10.000 bản trên Cyworld, Big Bang đánh bại kỉ lục của 6,500 bản TVXQ năm 2008. Nhờ việc giành chiến thắng giải "Best Worldwide Act" tại MTV EMA 2011, Big Bang trở thành một biểu tượng toàn cầu. Thêm vào đó buổi biểu diễn năm 2012 cũng đạt kỉ lục về số lượng bán vé tại Đài Loan. Vào năm 2014, họ đứng thứ 2 trong Top 10 người nổi tiếng của Forbes Hàn Quốc năm 2014.

## Danh sách đĩa nhạc
Album phòng thu
- Bigbang Vol.1 (2006)
- Number 1 (2008)
- Remember (2008)
- Big Bang (2009)
- Big Bang 2 (2011)
- Alive (2012)
- Made Series (2016)
- Made (2016)

## Các chuyến lưu diễn
| Lưu diễn tại Hàn Quốc - The Real (2006) - Want You Tour (2007) - The Great (2007) - Global Warning Tour (2008) - Big Show 2009 (2009) - Big Show 2010 (2010) - Big Show 2011 (2011) - Big Show 2012 (2012) - Alive Galaxy Tour: The Final In Seoul (2013) - Big Bang+α in Seoul (2014) Lưu diễn tại Nhật Bản - Stand Up Tour (2008) - Electric Love Tour (2010) - Love and Hope Tour (2011) - Japan Dome Tour (2013–2014) - Last Dance Tour (2018) - Dome Tour: X (2014-2015) | Lưu diễn vòng quanh thế giới - Alive Galaxy Tour (2012) - MADE Tour (2015-2016) Lưu diễn solo - Taeyang: Hot Tour (2008) - G-Dragon: Shine A Light Concert (2009) - Taeyang: Solar Tour (2010) - Daesung: D'scover Tour in Japan (2013) - G-Dragon: G-Dragon 2013 World Tour: One of a Kind (2013) - Daesung: D'slove Tour in Japan (2014) - Taeyang: Rise World Tour (2014-2015) Lưu diễn với YG Family - 10th Anniversary World Tour (2016) - YG Family in Seoul (2010) - 15th Anniversary Tour (2011–2012) - Power World Tour (2014) |